# Волово (Новосибірська область)
Волово (рос. Волово) — присілок у Татарському районі Новосибірської області Російської Федерації.
Входить до складу муніципального утворення Орловська сільрада. Населення становить 99 осіб (2014).

## Історія
Згідно із законом від 2 червня 2004 року органом місцевого самоврядування є Орловська сільрада.

## Населення
| 2002 | 2007 | 2010 | 2012 | 2013 | 2014 |
| ---- | ---- | ---- | ---- | ---- | ---- |
| 129  | ↘102 | ↘94  | ↗99  | ↘94  | ↗99  |